# Бичок жовтоголовий
Бичок жовтоголовий, або золотоголовий (Gobius xanthocephalus) — вид риб з родини бичкових (Gobiidae).

## Характеристика
Характерною рисою цього виду є зниження черевного присоски, а черевні плавці — розділені. Загальна кількість колючих променів спинного плавця — 7, з яких м'яких променів — 14-16, решта — колючі. У анальному плавці лише один колючий промінь, а м'яких — 14. Риба сягає 10 см довжини.

## Ареал
Природний ареал охоплює води східної Атлантики від північного узбережжя Іспанії до острова Мадейра і Канарських островів, також у Середземному морі. У Чорному морі відомий із Севастопольських бухт: Омега та Карантинна.

## Біологія та екологія

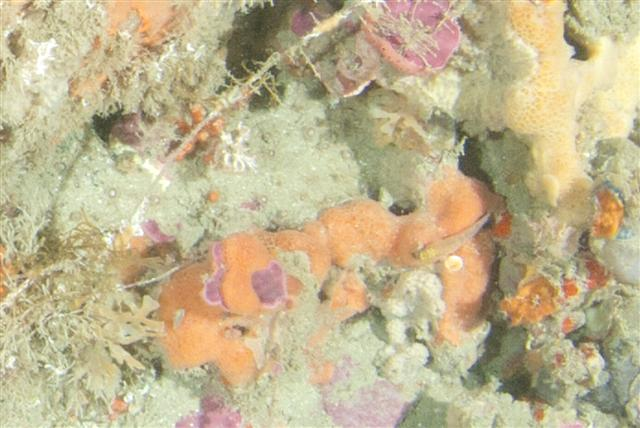
Бичок жовтоголовий на субстраті із коралів. Прибережжя Марокко, Середземне море.

Демерсальна морська риба, що мешкає на мілинах серед каміння. Віддає перевагу кам'янистим субстратам, коралам, а також місцям із заростями морських рослин, таких як Posidonia oceanica. Тримається глибин від 3 до 36 м. Живиться макрофауною, яка живе на твердих субстратах, також супрабентосом.